# Rhysida maritima
Rhysida maritima är en mångfotingart som beskrevs av González-Sponga 2002. Rhysida maritima ingår i släktet Rhysida och familjen Scolopendridae.
Artens utbredningsområde är Venezuela. Inga underarter finns listade i Catalogue of Life.